# Ocoapa
Ocoapa är en ort i Mexiko.   Den ligger i kommunen Copanatoyac och delstaten Guerrero, i den sydöstra delen av landet, 230 km söder om huvudstaden Mexico City. Ocoapa ligger 2 223 meter över havet och antalet invånare är 852.
Terrängen runt Ocoapa är huvudsakligen kuperad, men västerut är den bergig. Runt Ocoapa är det ganska glesbefolkat, med 32 invånare per kvadratkilometer. Närmaste större samhälle är Malinaltepec, 15,5 km söder om Ocoapa. I omgivningarna runt Ocoapa växer huvudsakligen savannskog.